# Micromys tedfordi
Espèce
Micromys tedfordi est une espèce fossile de rongeurs myomorphes de la famille des Muridae.

## Distribution et époque
Ce proche parent du rat des moissons actuel (Micromys minutus) a été découvert au Shanxi, en Chine. Il vivait à l'époque du Pliocène jusqu'au Pléistocène.

## Taxinomie
Cette espèce a été décrite pour la première fois en 1992 par les naturalistes Wenyu Wu et Lawrence J. Flynn.

## Protologue
- (zh + en) Wenyu Wu et Lawrence J. Flynn, « New murid rodents from the late Cenozoic of Yushe Basin, Shanxi », Vertebrata PalAsiatica, vol. 30, no 1,‎ 1992, p. 29-50.